# 美国陆军第30步兵师
美国陆军第30步兵师（英語：30th Infantry Division）是在一战与二战期间隶属于美国陆军国民警卫队的一支步兵师。该师的绰号为“老胡桃木”，意在向美国前总统安德鲁·杰克逊致敬。德军则戏称其为“罗斯福的党卫军”（Roosevelt's SS）。美国军方历史学家塞缪尔·马歇尔 评价该师为欧洲战区排名第一的步兵师。自1944年6月至1945年4月，第30步兵师共经历282天的激烈战斗。该师在1974年解散，其番号与历史沿革现由第30装甲旅级战斗队继承。

## 第一次世界大战

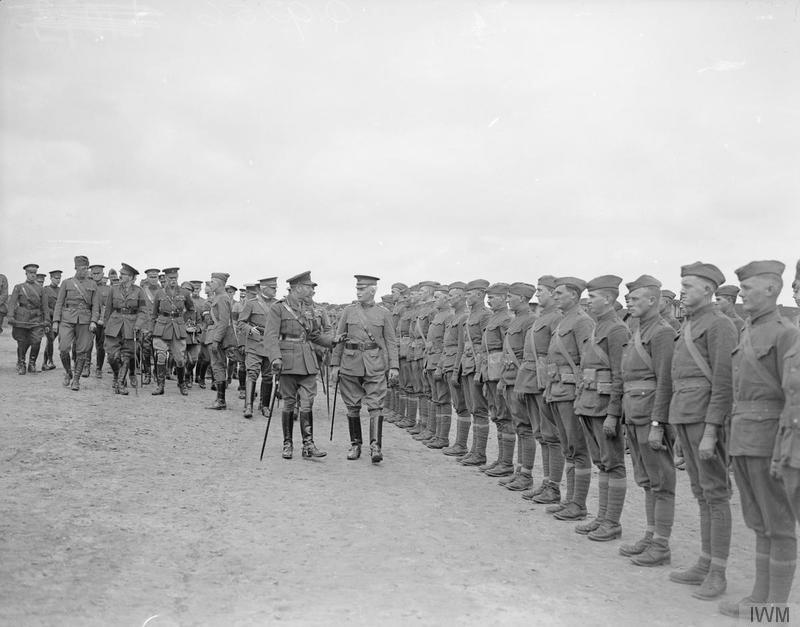
1918年8月6日英王乔治五世和爱德华·路易斯少将视察第30步兵师某部，照片拍摄地疑似为法国阿希库尔。

根据1917年的军队计划，这支部队原本以第9师（其下辖单位来自北卡罗来纳、南卡罗来纳、弗吉尼亚以及田纳西）的番号入役，但其番号在美国于1917年4月加入一战后得到更改。1917年10月，步兵师在其新番号下在陆军国民警卫队中正式完成入役。（其单位来自北卡罗来纳、南卡罗来纳、佐治亚以及田纳西）
部队的建制包括：第117、第118、第119和第120步兵团，第113、第114和第115炮兵团，第113、第114和第115机枪营，第105工程营以及其他支援单位。
1918年5月，该师被派往欧洲并抵达英格兰，不久之后它便启程前往西线战场。该师与第27师一同被编入美国陆军第二军，但并未和美国远征军的大部队一同作战，而是被分配至英国远征军第二集团军并使用英式装备。
在战争中，第30师参与的大型军事行动包括伊普尔-莱斯攻势以及索姆河攻势，并在圣昆廷运河战役中突破兴登堡防线。（该师是突破防线的两个美国师其中的一个）在7月到10月三个月的战斗中，部队阵亡军官及士兵1,237人，受伤及失踪7,178人。
第30师是美军在一战中荣誉勋章获得人数最多的师。

### 历任长官
| 时间           | 军衔 | 指挥官      | 时间           | 军衔 | 指挥官        |
| -------------- | ---- | ----------- | -------------- | ---- | ------------- |
| 1917年8月28日  | 少将 | J.F.莫里森  | 1918年3月30日  | 准将 | L.D.泰森      |
| 1917年9月19日  | 准将 | 威廉·斯科特 | 1918年4月7日   | 准将 | 山姆逊·法森   |
| 1917年10月14日 | 少将 | C.P.汤斯利  | 1918年5月3日   | 少将 | G.W.瑞德      |
| 1917年12月1日  | 准将 | 山姆逊·法森 | 1918年6月12日  | 准将 | R.H.诺贝尔    |
| 1917年12月6日  | 少将 | C.P.汤斯利  | 1918年6月14日  | 少将 | G.W.瑞德      |
| 1917年12月17日 | 准将 | 山姆逊·法森 | 1918年6月15日  | 少将 | 山姆逊·法森   |
| 1917年12月22日 | 准将 | L.D.泰森    | 1918年7月18日  | 少将 | 爱德华·路易斯 |
| 1917年12月28日 | 准将 | 乔治·加特利 | 1918年12月23日 | 准将 | 山姆逊·法森   |
| 1918年1月1日   | 准将 | 山姆逊·法森 | -              | -    | -             |

## 第二次世界大战
- 入役日期：1940年9月16日
- 1943年11月10日至1944年1月26日被分配至印第安纳州阿特伯里军营（英语：Camp Atterbury）。[6]
- 启程出国日期：1944年2月11日
- 参与战役：诺曼底登陆，霸王行动，莱茵兰战役，突出部战役，中欧会战
- 作战时间：282天
- 杰出单位嘉奖次数：8次
- 获得勋章：6枚荣誉勋章，50枚杰出服役十字勋章，1枚杰出服役勋章，1，773枚银星勋章，12枚功绩勋章，3枚飞行优异十字勋章，30枚士兵勋章，6，616枚铜星勋章，154枚航空勋章（英语：Air Medal）
- 获得别国勋章：两条比利时肩绶带[1] （通过比利时第1393号法令，日期1945年11月20日）
- 历任指挥官：
  - 亨利·罗素少将（1940年9月-1942年4月）
  - 威廉·辛普森少将（1942年5月-7月）
  - 利兰·霍布斯少将（1942年9月-1945年9月）
  - 阿尔伯特·史密斯少将（1945年9月-解散）
- 返回美国日期：1945年8月19日
- 解散日期：1945年11月25日

### 部队建制
- 第117，第118（该团于1942年8月调离），第119及第120步兵团
- 第113，第119，第197及第230野战炮兵团营
- 第30骑兵侦查连（英语：48th Infantry Brigade Combat Team (United States)）（机械化）
- 第30步兵师军乐队
- 第531防空炮/自动武器营
- 第30通讯连
- 第30军需连
- 第30情报特遣队
- 第730军械连
- 第105战斗工程营
- 第105卫生营
- （所有建制另见：30thInfantry.org （页面存档备份，存于））

### 作战历史

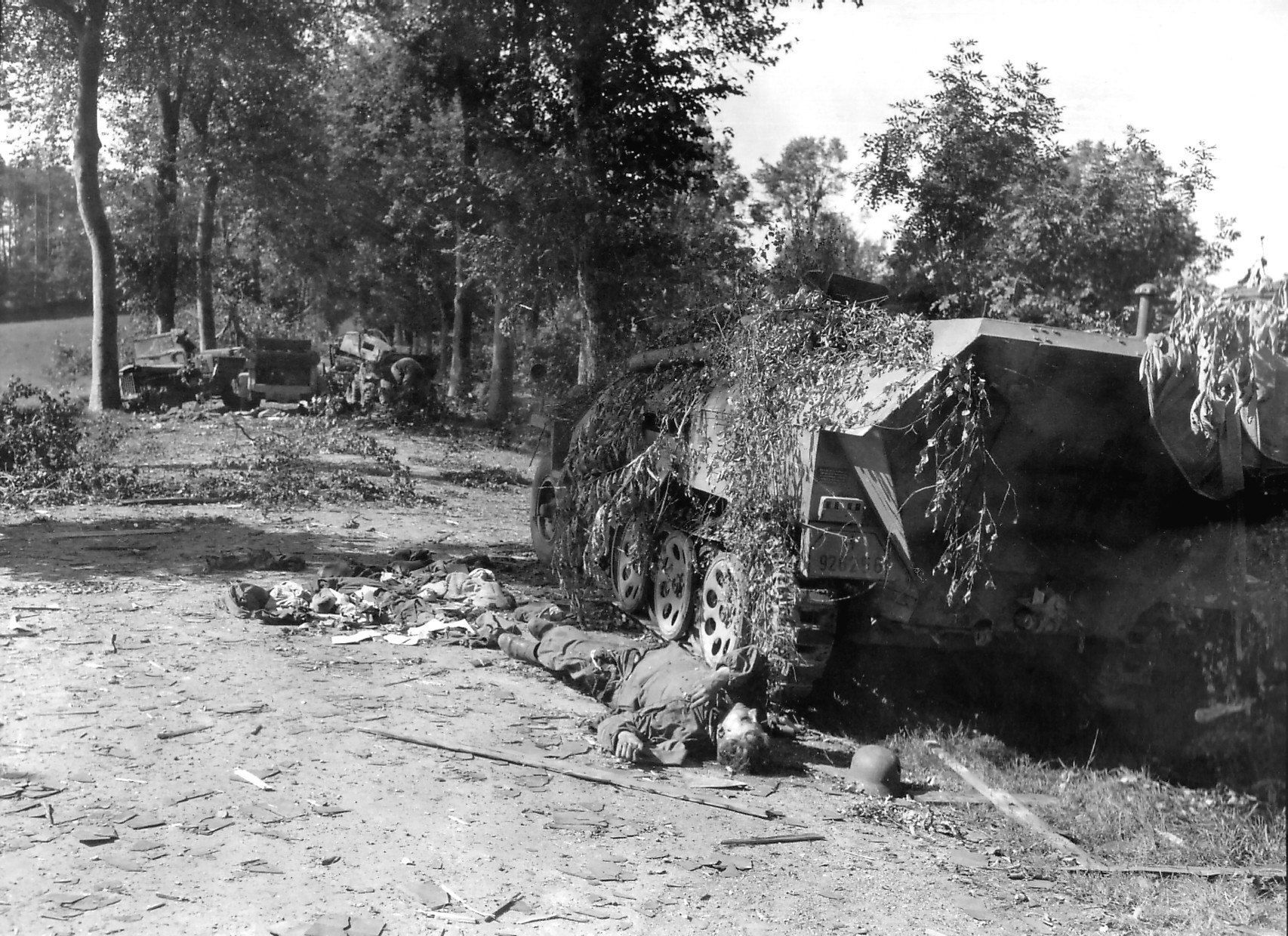
1944年8月7日，莫尔坦战役期间，台风式战斗轰炸机摧毁了试图前往法国海岸的德军装甲与机械化纵队

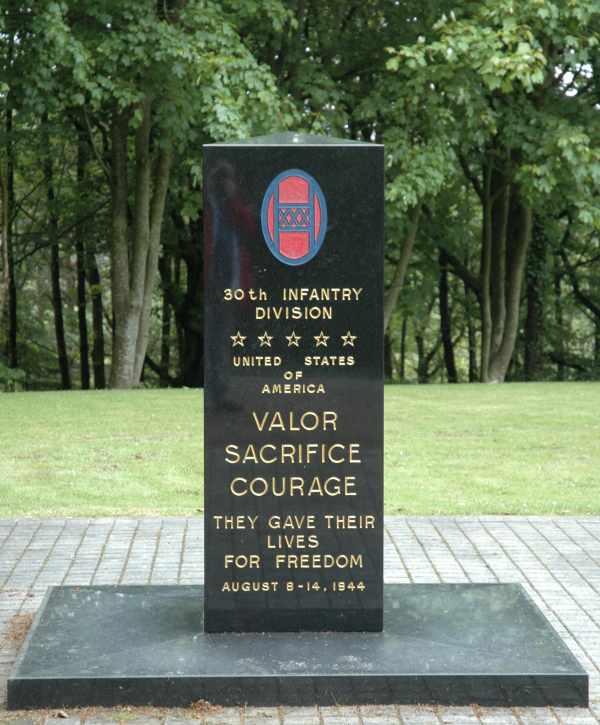
莫尔坦战争纪念碑

1944年2月22日，第30步兵师在美国接受两年左右的训练后，在师长利兰·霍布斯少将的统帅下抵达英格兰，并在6月之前一直于该地进行训练准备参加入侵诺曼底行动。
1944年6月11日，该师登陆诺曼底奥马哈海滩（奥马哈登陆战5天后），在清肃维尔埃陶德运河后于7月7日跨过维尔河。 自7月25日，第30步兵师作为眼镜蛇行动中突破圣洛防线的先头部队，该行动的目的为突破诺曼底滩头堡从而打破两军自诺曼底登陆以来的僵持局面。
在行动期间的7月24日及25日，第30步兵师遭遇到了严重的友军火力误伤。为了清除诺曼底战场上的树篱墙，从英格兰出动的美国陆军航空兵轰炸机对美军阵地对面德军防线的一条1×3英里的走廊进行地毯式轰炸。但航空部队的行动策划者，由于对支援地面部队这一任务的不屑或缺乏经验，而给B-24及B-17轰炸机装载500磅的航空炸弹而非杀伤人员的100磅炸弹。炸弹完全摧毁道路桥梁而给部队的行动造成了困难。因航空部队在没有告知地面部队指挥官的情况下将轰炸路线偏转了90度，从而导致一条原本作为参照物的道路错误地成为了轰炸起始点。再加上作战时指示轰炸点的红色烟雾意外的转变了飘动方向，造成航空炸弹错误地投向美军所在的阵地。在两天内，友军火力共造成一百名美军人员伤亡，阵亡人员中包括美国陆军地面部队总司令莱斯利·麦克奈尔中将。
8月6日，第30步兵师在莫尔坦附近接替了精锐的第1步兵师的防线。德军随后向阿夫朗什运动。第30步兵师随即与德军精锐的党卫军第一装甲师遭遇，并在该地爆发了激烈的战斗。在8月7日至12日的战斗中，该师挫败了敌军的计划并重创了其先头部队。9月10日，在巴黎解放后，部队向东开进穿过比利时并于维塞和列日两座城市跨过马斯河。该师单位于9月12日进入荷兰，第二天，马斯特里赫特得到解放。进入德国后，部队沿武尔姆河运动。1944年10月2日，部队向设有重防的城市亚琛发起进攻并于10月16日与第1步兵师成功会师，从而完成对亚琛的包围及后续的占领。

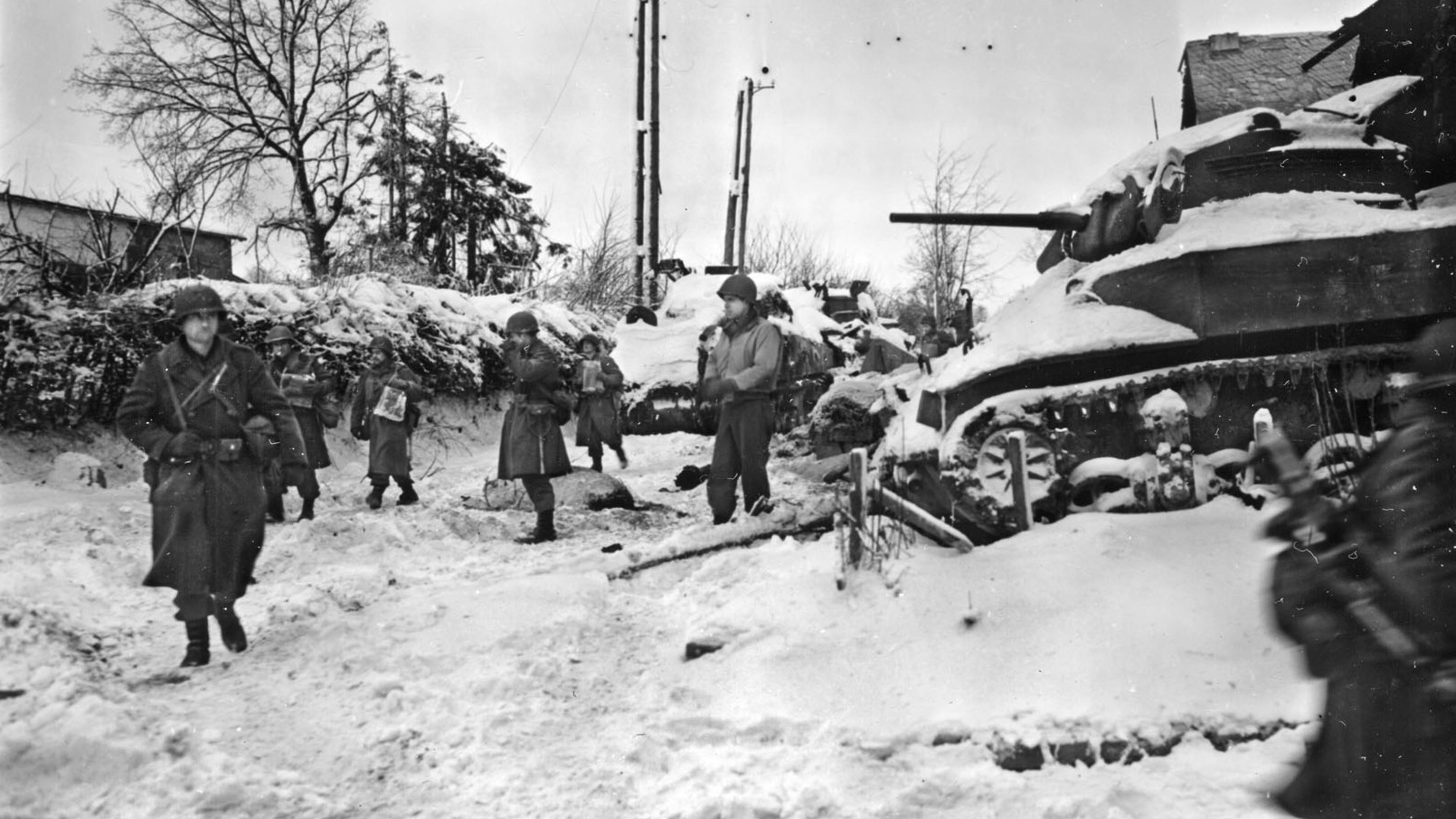
1945年1月突出部战役接近尾声时，第30步兵师第117步兵团的士兵在向圣菲特行军的道路上经过一辆被击毁的M5“斯图阿特”坦克

经过一段时间休整后，第30步兵师于11月16日清除了敌军位于亚琛东北面的突出部并于28日穿过阿尔斯多夫抵达因德河，随后部队退往修整区。12月17日，该师被紧急向南调往至马尔梅迪-斯塔沃洛地区以阻挡敌军在突出部战役中的猛烈攻势——该战役是德军在西线最后一次试图取得决定性胜利的尝试。在战斗中，该师再一次与党卫军第1装甲师交手并再一次重创其先头部队。第30步兵师于1月13日发动反攻，并于1月26日抵达位于比利时城市圣菲特以南2英里的地点。其后部队退出战斗并于1月27日前往利尔纳附近的集结区，之后其又前往位于亚琛附近的另一个集结区并准备向鲁尔河一带的德国西部边境发动纵深更大的攻势。1945年2月23日，盟军于于利希附近跨过鲁尔河。
第30步兵师于3月3日退往后方进行训练与休整，3月24日部队参加强渡莱茵河作战。部队随后在德国境内追击敌军并清除残余抵抗兵力。其于4月7日攻占哈默尔恩，12日攻占布伦瑞克，4月17日协助攻克马格德堡。数天后，西方盟军与苏联红军在易北河附近的格鲁尼沃尔德完成会师。二战欧洲战争结束后，第30步兵师经过短暂的占领时期后启程返回美国并于1945年8月19日抵达。9月2日日本签署无条件投降书，第二次世界大战结束。

### 伤亡
- 战斗总伤亡：18,446[10]
- 阵亡：3,003[10]
- 受伤：13,376[10]
- 失踪：903[10]
- 被俘：1,164[10]

### 隶属部队
- 1944年2月18日：第一集团军，第十九军（英语：XIX Corps (United States)）
- 1944年7月15日：第七军
- 1944年7月28日：第十九军
- 1944年8月1日：第十二集团军群，第一集团军，第十九军
- 1944年8月4日：第五军
- 1944年8月13日：第十九军
- 1944年8月26日：第十二集团军群，第三集团军（实际配属于第一集团军），第十五军
- 1944年8月29日：第十二集团军群，第一集团军，第十九军
- 1944年10月22日：第十二集团军群，第九集团军
- 1944年12月17日：第十二集团军群，第九集团军（实际配属于第一集团军第五军）
- 1944年12月22日：第十八空降军，（与第一集团军共同配属至英军第二十一集团军群）
- 1945年1月18日：第十二集团军群，第一集团军，第十八空降军
- 1945年2月3日：第十二集团军群，第九集团军，第十九军
- 1945年3月6日：第十六军
- 1945年3月30日：第十九军
- 1945年5月8日：第十三军

## 战后
二战结束后，第30步兵师于1947年再一次组建为国民警卫队单位，并由三个州的单位组成。下辖第119，第120及第121步兵团。
1954年，部队完全成为由北卡罗来纳陆军国民警卫队运作的单位，其原属于田纳西州的部分被改编为第30装甲师并由阿拉巴马陆军国民警卫队维持供给。1968年该师被编为第30机械化步兵师。1974年1月4日，该师再一次被解散，其位于北卡罗来纳的旅被改编为第30步兵旅（机械化独立旅），其第2旅被改编为第218步兵旅（机械化独立旅）。

## 臂章
臂章图案背景的“O”,“H”字母，为该师昵称“老胡桃木”（Old Hickory）的两个首字母，“XXX”为该师番号“30”的罗马数字。该图案最初于1918年10月23日获准作为第30师的臂章，1974年2月20日改为第30步兵旅使用。目前该臂章为北卡罗来纳陆军国民警卫队第30装甲旅级战斗队所使用。